# Provincia di Agusan del Norte
Agusan del Norte è una provincia delle Filippine, situata nella regione di Caraga, nell'isola di Mindanao.
Il capoluogo provinciale è dal 2000 Cabadbaran, che sostituisce Butuan, divenuta città indipendente.

## Storia
La provincia di Agusan del Norte è stata costituita nel 1967 con il Republic Act n.4979 che sancì la divisione dall'Agusan del Sur, con il quale aveva formato dal 1914 la regione di Agusan.

## Geografia fisica
L'Agusan del Norte è una provincia situata nella parte nord-orientale dell'isola di Mindanao. Ospita il tratto finale del fiume Agusan che dopo averla attraversata sfocia nel Mare di Bohol presso la baia di Butuan. La provincia si sviluppa attorno a questa baia lungo un tratto di costa che forma quasi un angolo retto, e che è compreso tra le province di Misamis Oriental ad ovest e Surigao del Norte a nord; confina poi ad est per un breve tratto anche con il Surigao del Sur, mentre tutto il restante confine orientale e meridionale è con l'Agusan del Sur.
Il territorio provinciale è prevalentemente pianeggiante e solcato da diversi fiumi facenti capo al bacino dell'Agusan. Le piogge sono molto abbondanti durante tutto l'anno, in particolar modo da novembre a gennaio. Un terzo della superficie provinciale è utilizzato per usi agricoli mentre circa il 50% è classificato come foresta.

## Geografia antropica

### Suddivisioni amministrative
L'Agusan del Norte è diviso in 1 città e 11 municipalità.

#### Città
- Butuan

#### Municipalità
| - Buenavista - Cabadbaran - Carmen - Jabonga - Kitcharao - Las Nieves | - Magallanes - Nasipit - Remedios T. Romualdez - Santiago - Tubay |

## Economia
Le risorse principali sono l'agricoltura (riso, banane, mango, ortaggi, noci di cocco), la pesca e soprattutto lo sfruttamento forestale. Quest'ultimo è arrivato però a livelli di guardia e va progressivamente arrestandosi necessitando di un piano che regolamenti lo sfruttamento. Il settore industriale è strettamente legato all'attività primaria anche se ci sono piani di sviluppo che lasciano pensare ad un possibile ampliamento del settore.